# Abbaye des Saints-Pierre-et-Paul de Termonde
L'abbaye des Saints-Pierre-et-Paul de Termonde est une abbaye bénédictine toujours active située à Termonde, en Belgique, dans la province de Flandre-Orientale. Elle est fondée en 1837 par Dom Veremundus D'Haens, à la tête d'un groupe de huit moines survivants de l'ancienne abbaye d'Affligem.

## Histoire
Lorsque, à la suite de l'invasion française de 1794, l’abbaye d'Affligem avait été supprimée et ses biens déclarés biens nationaux, les moines, expulsés le 11 novembre 1796, sont 28 à devoir se disperser avec l'interdiction de poursuivre leur vie monastique. En fait, un groupe de moines parvient à  rester ensemble et forme, dès 1801, une communauté autour de Dom Beda Regaus, dernier Abbé d'Affligem. 
Après l'indépendance de la Belgique, le groupe réduit à huit survivants rachète, en 1837, l'ancien couvent des capucins à Termonde. Sous l’impulsion de Dom Veremandus d’Haens, les autorités ecclésiastiques reconnaissent la restauration canonique d’Affligem à Termonde en 1841. À la mort du dynamique abbé d’Haens, en 1846, les moines sont 12.
Plus tard, après qu'en 1868 les ruines de l’ancienne abbaye d’Affligem auront pu être rachetées, 12 moines partent, le 18 juin 1870, à pied de Termonde pour refonder Affligem. 

## Patrimoine culturel
À partir de 1886, des constructions nouvelles ont vu le jour, gravement endommagées en 1914, à l'exception de la riche bibliothèque néo-gothique.
Après l'armistice de 1918, l'abbaye est relevée immédiatement. Son style illustre le style typique de la Renaissance flamande tout en se référant parfois au gothique. L'ensemble de l'abbaye est ordonnée autour du cloître. L'église est décorée de fresques de l'Alostois Fritz Kiekens et d'un beau mobilier dont le maître-autel avec retable en albâtre et d'un chemin de croix d'Aloïs de Beule. L'abbaye possède une série de primitifs italiens, une toile de Giovanni David et d'autres de l'école flamande : Marcel Gillis, Samuel de Vriendt, Albert Servaes.
L'abbaye conserve un album daté 1658, remarquablement dessiné par Dom Augustin Van Opstal, qui fut prieur, à la tête du prieuré de Frasnes, plus connu aujourd'hui sous le nom de chapelle Notre-Dame du Roux.
La bibliothèque conservait le fameux Codex Villarensis d'Hildegarde de Bingen mais en août 2017, l'abbaye a confié le manuscrit à la bibliothèque de la Faculté de théologie de l'Université catholique de Louvain pour sa conservation.

## Abus sexuels
En 2010, les religieux de Termonde s'excusent pour les « abus sexuels impardonnables commis par des frères religieux sur des mineurs » dans l'ancienne école de l'abbaye.